# Glory in the Highest: Christmas Songs of Worship
Glory in the Highest: Christmas Songs of Worship è il nono album di Chris Tomlin (il sesto da solista) ed è stato pubblicato il 6 ottobre 2009.

## Le canzoni
1. O, Come All Ye Faithful - 5:38
2. Angels We Have Heard On High - 3:36
3. Emmanuel (Hallowed Manger Ground) - 3:56
4. Hark! The Herald Angels Sing	- 3:39
5. My Soul Magnifies The Lord - 6:19
6. Joy To The World (Unspeakable Joy) - 3:49
7. Glory In The Highest - 4:15
8. O, Holy Night - 6:12
9. Come Thou Long Expected Jesus (Feat Christy Nockels) - 2:58
10. Light Of The World (Feat Matt Redman) - 4:56
11. Winter Snow (Feat Audrey Assad) - 3:32
12. Born That We May Have Life - 5:29 [1]